# Cayo Loco
Cayo Loco är en ö i Kuba.   Den ligger i provinsen Provincia de Cienfuegos, i den centrala delen av landet, 230 km sydost om huvudstaden Havanna.